# Sarrancolin
Sarrancolin es una localidad y comuna de Francia, situada en el departamento de los Altos Pirineos, en la región de Mediodía-Pirineos.

## Geografía
Situado en los Pirineos:
- Valle del Aure.
- Riberas del Neste de Aure y del canal del Neste.
- Montañas boscosas.
- Pico de Montaut (1722 m), Monte Aspet (1849 m), Cap Nesté (1887 m).
- Fuentes, torrentes, cascadas.
- Ruta turística RD929.
- Unión con el valle de Nistos por la vía forestal del Tous y del puerto de Estivère, y con el valle de Campan por el puerto de Beyrède.

Sarrancolin forma una pequeña aglomeración con Beyrède-Jumet (220 hab., 1 590 ha, de las cuales 785 son de bosque) e Ilhet (120 hab., 802 ha, de las cuales 271 de bosque): las tres poblaciones se tocan entre ellas.

## Historia
- Sede de un priorato otorgado en 952 a la abadía de Simorre por el conde de Aure.
- Fábrica de vidrio en el siglo XVI; fundición en el siglo XVIII;  explotación del mármol de Sarrancolin, que proporcionó materiales para el Palacio de Versalles y que sigue en actividad.
- Bajo el Antiguo Régimen, procesión guerrera a la capilla de los Plantats el día 22 de febrero cuando Sarrancolin festejaba su liberación, tras una batalla contra los Sarracenos (?).

## Administración
Alcalde: Robert Marquié  (reelegido en marzo de 2008)

## Demografía
| 1013 | 1008 | 868 | 772 | 684 | 689 | 655 |
| Para los censos de 1962 a 1999 la población legal corresponde a la población sin duplicidades (Fuente: INSEE [Consultar]) |      |     |     |     |     |     |

La comuna ha tenido dos picos de población, uno hacia los 1500 hab. en 1820, el otro en 1000 en los años 60; desde entonces pierde algunos habitantes cada año (una media de 30 entre 1999 et 2005).

## Lugares de interés y monumentos
- Iglesia románica de Saint-Ebons, de los siglos XII y XIII
- Antigua puerta medieval de la localidad, llamada Tour de la Prison.

## Economía
El principal empleador es la fábrica Alcan de Beyrède, especializada en productos abrasivos (corindón) y refractarios, que emplea a algo más de 100 personas en una fábrica creada en 1906.